# 鄭滂
鄭滂（?—1642年冬），字甘澍，河南省彰德府湯陰縣小元屯村人（今河南省湯陰縣瓦崗鄉郑家屯村）人，明朝政治人物，同进士出身。天启四年中举人（1624年），是明代汤阴县最后一位进士。
崇禎元年（1628年），登三甲一五七名進士，初授山东鱼台县令，后左迁浙江鹺司知事（从八品）。崇禎七年郑滂将摄篆（代理）浙江崇德知縣，誓于岳鄂王祠言：有悖愛錢誡，身名永滅沉。
升延平福建延平府推官（从六品），後官至戶部山东清吏司郎中，奉议大夫，正五品，督理寧遠糧儲。
鄭滂任戶部郎時，督餉寧遠，歲支餉銀一百五十萬有奇。鄭滂在辽东革舊制弊端，影响了官兵灰色收入，兵士泣诉于朝，欲留旧制，朝廷许之。在关外任职两年，完成任务以后本应越级提拔，奈何因性情耿介正直，引大司农（户部尚书）不悦。[3]
崇祯十四年，升分守金衢严副使（金华、衢州、严州）（正四品或从四品），时遇奇荒，民多为盗，以计歼灭匪首张示，晓谕余众，悉解散。三个月后因京察被罢官，后侨居西湖上，娱情诗酒，崇祯十五年冬，因病卒于杭州黄石斋。
郑滂其家族，在明太祖初年，鄭氏先祖思恭、思賢從山西壺關遷來湯陰小元屯定居。至成化年間，鄭家已發展有田園百餘頃、莊宅數十所。成化三年大旱，時先祖鄭貴捐糧一千石，奉旨立碑旌表为“義民”，所以其家族稱“義民鄭氏”，遂為湯東望族。
富貴無常，鄭家到鄭滂時，已經是家貧如洗。鄭滂的父亲鄭化在他五歲時去世，母張氏含辛茹苦十三載把鄭滂養大，臨死對鄭滂說：窮通，命也。顯親揚名吾不敢，汝必愛汝名節，毋貽羞汝祖汝父。鄭滂謹記母訓，窮且不墜青雲之志，家貧力學，下帷授徒，日不舉火，晏如也。
郑滂不貪不賄，世稱“廉吏”。